# Stolon (grzyby)

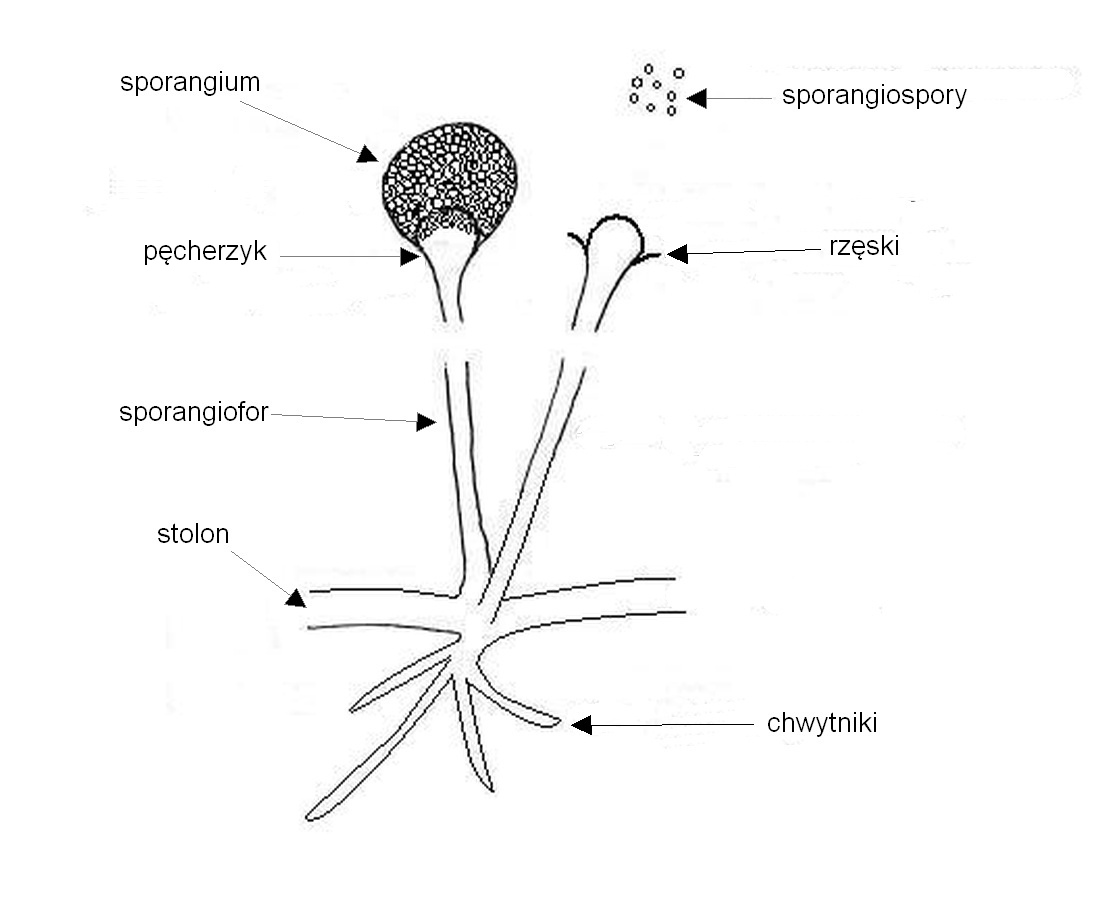
Stolon u Rhizopus

Stolon – u grzybów rodzaj strzępki powietrznej. Ma postać długiej, poziomo rozprzestrzeniającej się na podłożu strzępki, z której wyrastają do góry sporangiofory z zarodniami, a w przeciwnym kierunku chwytniki, z pomocą których grzybnia przymocowuje się do podłoża i pobiera z niego wodę i substancje pokarmowe.
Stolony u grzybów spełniają podobną rolę, jak rozłogi u roślin – umożliwiają im rozprzestrzenianie się w podłożu we wszystkich kierunkach. Rosną prosto lub łukowo na dużej odległości i łączą grupy strzępek. Są charakterystyczne dla rodzajów Absidia i Rhizopus u sprzężniaków (Zygomycota).